# باریون

ترکیبات سه کوآرک u, d یا s با مجموع اسپین ۲/۳ تشکیل یک دیکوپلت باریون می‌دهند.

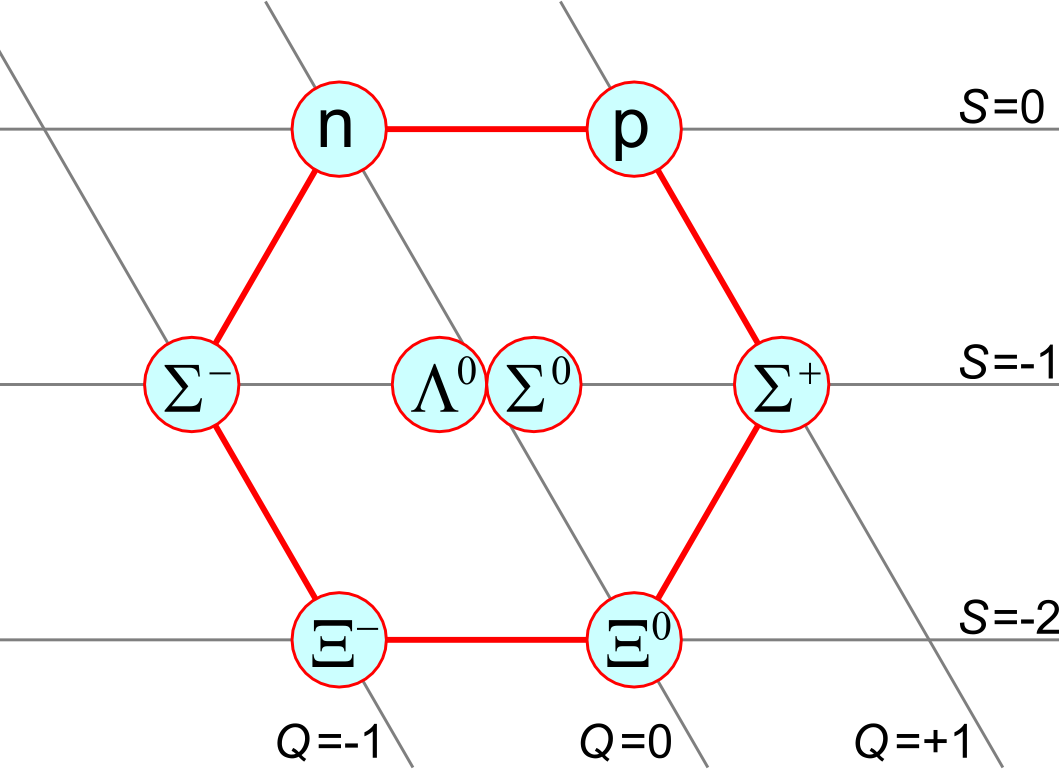
هشتگانه (اُکتِت) اسپین سبک باریون‌های ۲/۱.

باریون (به انگلیسی: Baryon) در فیزیک ماده نوعی ذره زیراتمی مرکب است که دارای تعداد فردی از کوارک ظرفیتی (حداقل ۳ عدد) باشد. باریون ها به خانواده ذرات هادرون تعلق دارند. هادرون ها از کوارک ها تشکیل شده اند. باریون ها نیز به دلیل داشتن اسپین نیمه صحیح به عنوان فرمیون طبقه بندی می شوند. نام «باریون» توسط آبراهام پایس معرفی شد این گروه از ماده، سنگین تر از دیگر گروه‌هاست. ریشه واژه باریون به باریس (βαρύς, barýs) که در یونانی به معنی سنگین است برمیگردد زیرا در زمان نامگذاری بیشتر ذرات بنیادی شناخته شده جرم کمتری نسبت به باریونها داشتند.
همهٔ مواد از اتم ساخته شده‌اند. قسمت عمده جرم اتم را پروتون و نوترون موجود در هسته تشکیل می‌دهد. تصور بر این است که پروتون و نوترون از ذرات بنیادی‌تری به نام کوارک ساخته شده‌اند. دو کوارک بالا و یک کوارک پایین، پروتون را می‌سازند؛ و نوترون از یک کوارک بالا و دو کوارک پایین به وجود آمده‌است. معمولاً ذراتی را که از سه کوارک ساخته شده‌اند باریون می‌نامند. از تمام حالات ممکن برای باریون، تنها پروتون و نوترون پایدارند، لذا این دو تنها ذرات باریونی مهم در جهان به‌شمار می‌آیند. واژهٔ دیگری به‌نام نوکلئون تنها به نوترون و پروتون گفته می‌شود اما به صورت استاندارد همچنان از عبارت باریون استفاده می‌شود.
علیرغم این که الکترون از کوارک ساخته نشده‌است به‌طور مرسوم کیهان‌شناسان آن را تحت عنوان باریون دسته‌بندی می‌کنند (چیزی که باعث رنجش فیزیک‌دانان ذرات می‌شود). یک ویژگی اساسی جهان، خنثی بودن آن از لحاظ بار الکتریکی است، بنابراین به‌ازای هر پروتون باید یک الکترون وجود داشته باشد. با توجه به جرم ناچیز الکترون، که بسیار کمتر از یک هزارم جرم پروتون است، سهم آن در جرم کلی بسیار اندک خواهد بود و ارزش بحث مستقل را ندارد.
در جهان کنونی، باریون‌ها نوعاً با سرعت غیر نسبیتی حرکت می‌کنند، به‌این معنی که انرژی جنبشی آن‌ها بسیار کمتر از جرم-انرژی آن‌ها می‌باشد.

### کتابشناسی
- لیدل، اندرو. آشنایی با کیهان‌شناسی نوین. ترجمهٔ غلامرضا شاه‌علی. شیراز: انتشارات شاهچراغ. شابک ۹۷۸-۹۶۴-۲۶۳۲-۷۶-۳.